# Rajongemeinde Pasvalys
Die Rajongemeinde Pasvalys (Pasvalio rajono savivaldybė) ist eine Rajongemeinde im Norden Litauens. Sie umfasst die beiden Städte Pasvalys und Joniškėlis, die 7 Städtchen (miesteliai) Daujėnai, Krikliniai, Krinčinas, Pumpėnai, Pušalotas, Saločiai und Vaškai sowie 398 Dörfer.

## Amtsbezirke

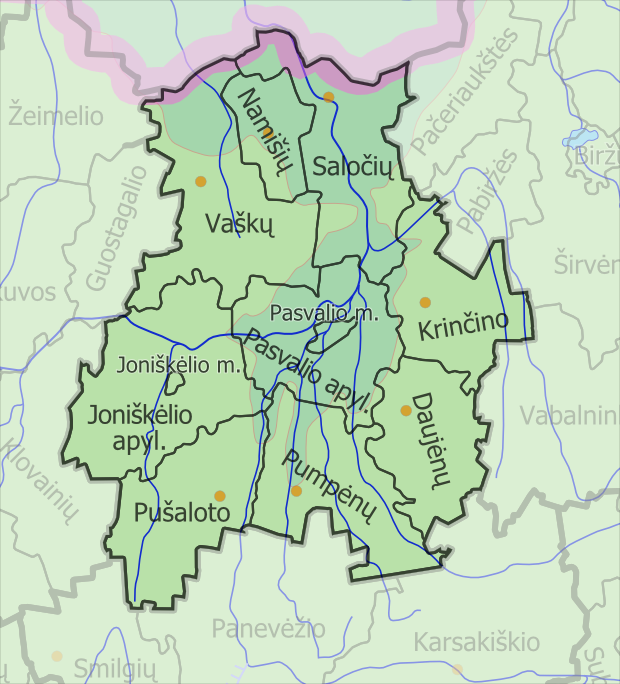
Seniūnijos der Rajongemeinde Pasvalys

Stadtämter:
- Pasvalys
- Joniškėlis

Landämter:
- Daujėnai
- Joniškėlis Umland
- Krinčinas
- Namišiai
- Pasvalys Umland
- Pumpėnai
- Pušalotas
- Saločiai
- Vaškai

## Partnerstädte
Es besteht eine Städtepartnerschaft mit Liévin (Frankreich) sowie mit Städten in Schweden und Norwegen. Im September 2008 wurde die Freundschaft zur Schaumburger Stadt Obernkirchen feierlich besiegelt.